# Juan Pantoja de la Cruz

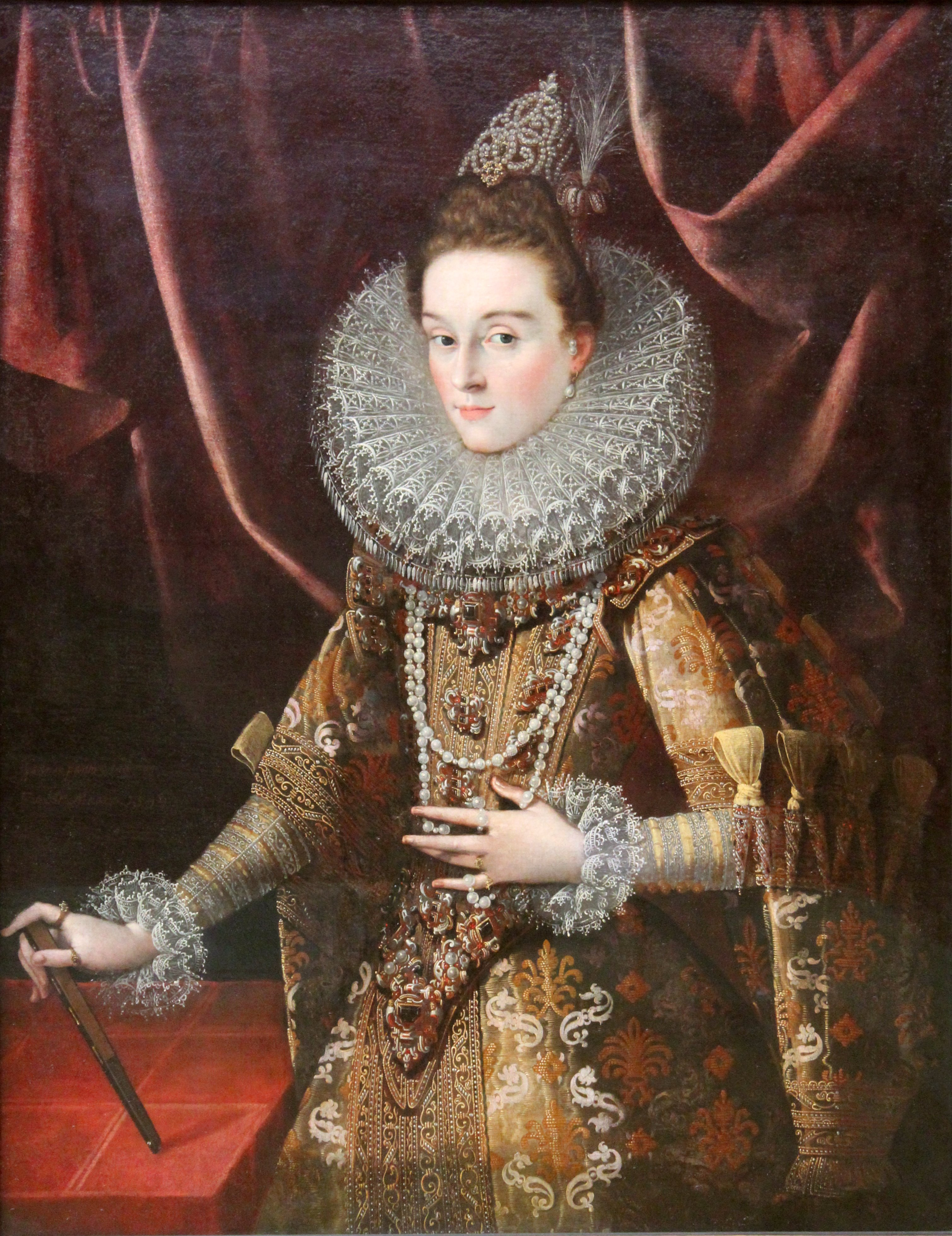
Infantka Izabela Klara Eugenia (1599)

Juan Pantoja de la Cruz (ur. w 1553 w Valladolid, zm. 26 października 1608 w Madrycie) – hiszpański malarz okresu renesansu, głównie portrecista.
Był uczniem i współpracownikiem  Alonsa Sáncheza Coello. W 1588 został nadwornym malarzem króla Filipa II, w 1598 – Filipa III. Od 1598 nosił tytuł "pintor de cámara".
Malował reprezentacyjne portrety dworskie (w l. 1600-1607 powstało 66 portretów 39 członków rodziny królewskiej). Były to głównie ujęcia en pied na tle tkaniny, precyzyjnie oddające szczegóły strojów i biżuterii. Tworzył też obrazy religijne i martwe natury. Pozostawał pod wpływem Tycjana, Mora i Caravaggia.

## Wybrane dzieła
- Albrecht Pobożny (1599-1600), Stara Pinakoteka, Monachium
- Catalina Micaela de Saboya, 70 x 50 cm, Ermitaż, Sankt Petersburg
- Filip II (1590), Escorial, Madryt
- Infant Filip w zbroi (1590-92), 150 x 74,5 cm, Muzeum Historii Sztuki w Wiedniu
- Infantka Izabela Klara Eugenia (1599), 124,8 x 97,6 cm, Stara Pinakoteka, Monachium
- Infantka Maria Anna (1607), 82 x 64 cm, Kunsthistorisches Museum, Wiedeń
- Infantka Maria Anna (1604), 99 x 80 cm, Kunsthistorisches Museum, Wiedeń
- Król Filip III (1601-2), 176 x 116 cm, Kunsthistorisches Museum, Wiedeń
- Król Filip III (1606), 122 x 204 cm, Prado, Madryt
- Król Filip III (1608), 204 x 102 cm, Muzeum Goi w Castres
- Król Filip III (1609), 184,4 x 118,5 cm, The Royal Collection, Londyn
- Królowa Małgorzata Austriacka (1607), 112 x 97 cm, Prado, Madryt
- Narodziny Chrystusa (1603), Prado, Madryt
- Narodziny Marii (1603), 263 x 172 cm, Prado, Madryt
- Niepokalanie Poczęta (1603), 244 x 162 cm. Narodowe Muzeum Rzeźby w Valladolid
- Portret don Diega de Villamayor (1605), 89 x 71 cm, Ermitaż, Sankt Petersburg
- Portret infanta Filipa II, Prado, Madryt
- Portret kobiety, 58 x 42 cm, Prado, Madryt
- Św. Leokadia z Toledo (1603), Katedra, Kordoba
- Św. Augustyn, 264 x 115 cm, Prado, Madryt
- Św. Mikołaj z Tolentino, 264 x 135 cm, Prado, Madryt
- Zwiastowanie (ok. 1605), 152 x 115 cm, Kunsthistorisches Museum, Wiedeń